# Каракоч, Сезаи
Сезаи Каракоч (тур. Sezai Karakoç; 22 января 1933, Эргани, Диярбакыр — 16 ноября 2021, Фатих, Стамбул) — турецкий поэт, писатель

, издатель, философ

 и политик.

## Биография
Родился в 1933 году в городе Эргани в семье торговца Ясина и его жены Эмине. В официальных источниках в качестве даты рождения поэта указано 22 января, но его мать утверждала, что он родился в мае. В детстве семья Каракоча в связи с работой отца неоднократно переезжала. В 1950 году окончил среднюю школу в Газиантепе, в 1955 году — Анкарский университет. С 1956 года работал финансовым аудитором. Уволился в 1973 году.
В 1953 году начал писать стихи. В 1955 году пытался издавать литературный журнал, но после выпуска двух номеров был вынужден прекратить публикацию.
В ряде произведений, относимых к жанру имажизма, выражено отношение поэта к различным политическим событиям. Так, в поэме «Я не скажу тебе всё» через монолог девочки-мусульманки, спорящей с «цивилизованным человеком», показано отношение поэта к борьбе Алжира за независимость от Франции. В 1957 году написал в том же жанре поэму об антисоветском восстании в Венгрии, за неё Каракоч получил «медаль свободы» от «Ассоциации венгерских писателей в изгнании».
Сперва тяготел к правым идеям, но под влиянием Неджипа Фазыла перешёл на позиции исламизма. Во второй половине 1960-х годов разработал собственную философскую систему, названную им «Исламское возрождение». Основал издательство «Diriliş» (Возрождение), выпускает журнал с тем же названием. В 1990 году занялся политикой, основал консервативную партию «Diriliş Partisi».
Лауреат «Большой премии президента Турецкой Республики в области культуры и искусств» (2011).
Умер 16 ноября 2021 года.

## Поэтическая концепция
Каракоч описывал своё понимание поэзии с периодов, которые он только начал писать. В турецкой поэзии Каракоч занял особенное место. Турецкое стихотворение на самом деле является метафизическим стихотворением по традиционной структуре.
Каракоч сделал это с языком современного стихотворения. Он поэт, который хорошо рассмотрел западную литературу, умело совместил современное искусство с исламскими понятиями и разработал свои стихи в этом направлении. Первый текст в книге «Литература I» связан с метафизикой.
Каракоч стандартно подходит к традиционному стихотворению, но язык отличается. Он написал свои стихи языком современного стихотворения. Это относится к абстракции шрифта, которым он создал свою поэтику, ведь современное искусство основано на абстракции в общих чертах.